# رايلي غريفيثز
رايلي غريفيثز (بالإنجليزية: Riley Griffiths)‏ هو ممثل أمريكي، ولد في 14 مايو 1997 في الولايات المتحدة.

## أعمال

### أفلام
- (2011) سوبر 8[4]

## وصلات خارجية
- رايلي غريفيثز على موقع IMDb (الإنجليزية)
- رايلي غريفيثز على موقع قاعدة بيانات الفيلم (الإنجليزية)